# Impacto de la pandemia de COVID-19 en el transporte público

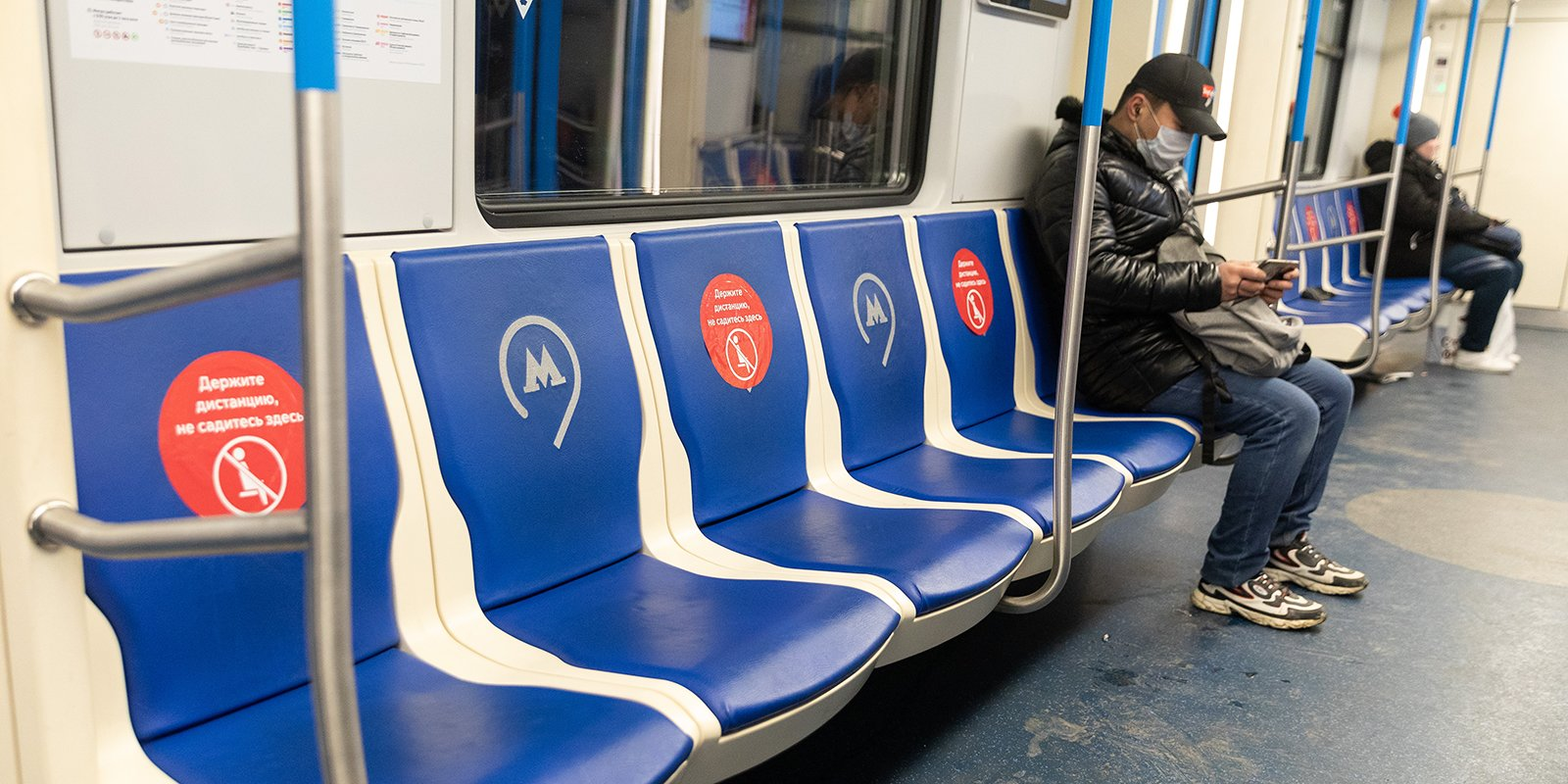
Pegatinas rojas colocadas en cada asiento de un metro en Moscú, el tren anima a las personas al distanciamiento social

La pandemia de COVID-19 ha tenido un impacto significativo en el transporte público. El uso del transporte público también ha ayudado a propagar mayormente la COVID-19. No obstante, las empresas de los diferentes medios de transporte, ya sea por disposiciones legales o por iniciativa propia, han tomado medidas a fin de evitar al máximo los contagios, limitando el aforo por asientos o metro cuadrado, además de realizar desinfecciones periódicas con elementos como radiación ultravioleta (UV), generadores de ozono y oxígeno activo, además de la utilización de sustancias químicas que debilitan o destruyen al virus.
Empresas como Apple y Google han proporcionado informes en tendencias de movilidad, rastreando la posición geográfica de dispositivos móviles para comparar los traslados en transporte público, privado, y a pie, en las principales ciudades de diferentes países. Con esta información se puede obtener gráficos para comparar de manera visual el modo en que se ha visto impactada la movilidad a raíz de la pandemia. En el caso de Apple, los datos se han generado desde el 13 de enero de 2020, fecha que se consideró como punto de referencia, a partir de la cual se comparan las fechas subsecuentes, reduciéndose la movilidad para el día 29 de octubre de 2020 a un 34% de la que se tuvo el 13 de enero, manejando en la Ciudad de México, por nombrar un ejemplo.

## Asia

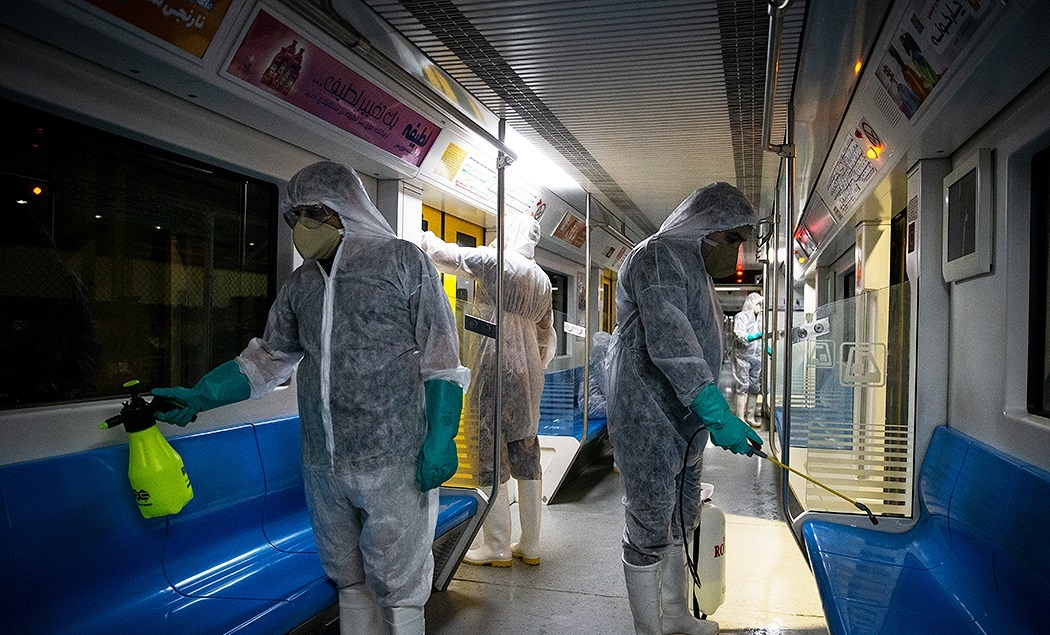
Desinfección en el Metro de Teherán para combatir el coronavirus

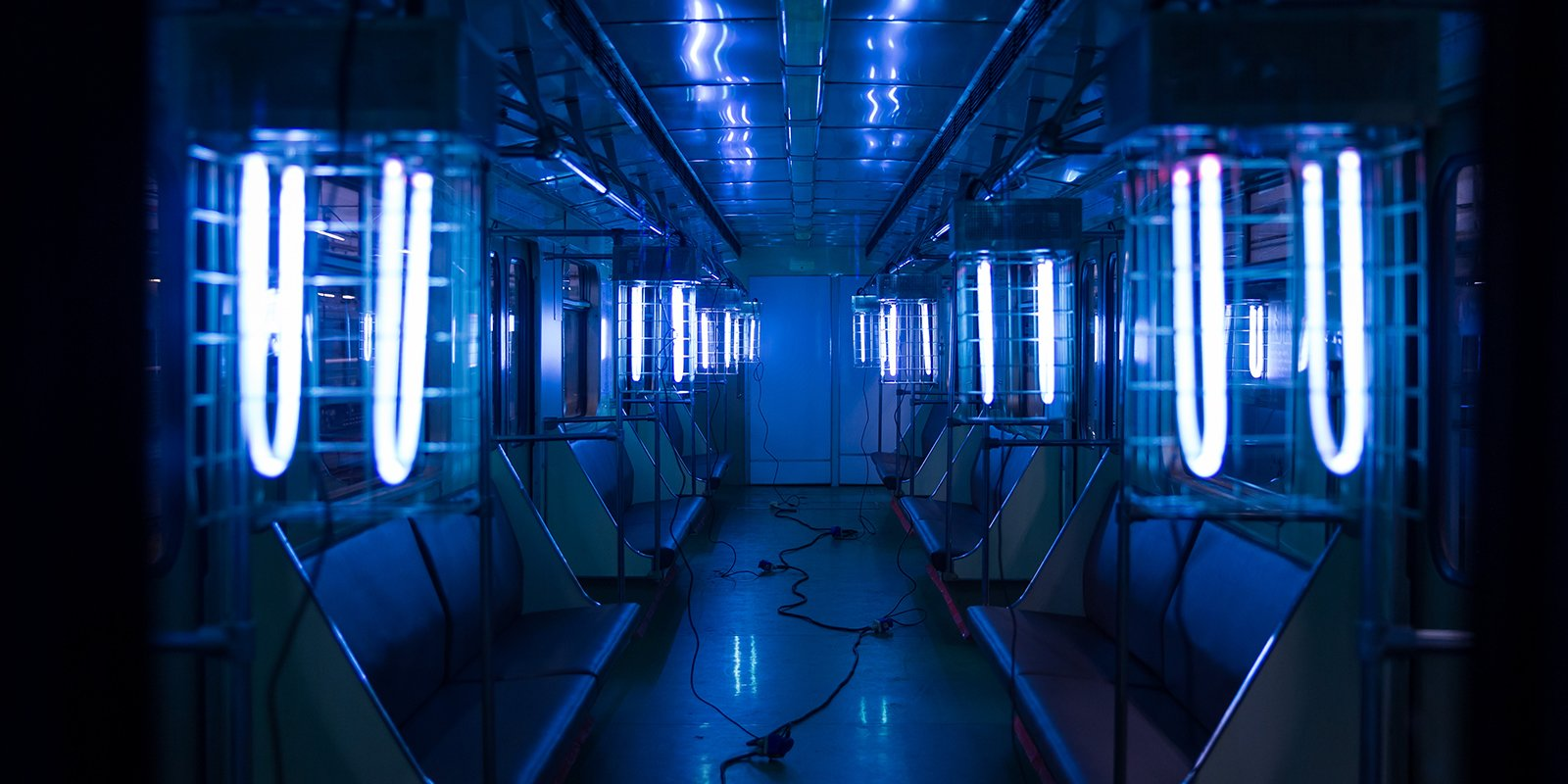
Las luces UV son usadas para la desinfección de trenes en Moscú, Rusia

### China
El 23 de enero de 2020, la red entera del Metro de Wuhan fue cerrada, junto con los demás servicios de transporte público como el transporte aéreo o el servicio de ferrocarril nacional para prevenir la propagación de SARS-CoV-2.
El 24 de enero de 2020, un día después del inicio del Confinamiento de Hubei de 2020 (ciudad en donde se encuentra Wuhan), el Metro de Beijing empezó a medir la temperatura de los pasajeros en las entradas de 55 estaciones de metro que incluían las tres estaciones principales y el aeropuerto de la ciudad. Los controles de temperatura llegaron a todas las estaciones de metro el 27 de enero. Para controlar el avance del virus, se instalaron cámaras de seguridad inteligentes en los trenes de la Línea 6 de Beijing con el fin de identificar a pasajeros sin tapabocas.
El 28 de marzo de 2020, 6 líneas (1, 2, 3, 4, 6, 7) reanudaron operaciones nuevamente, tras estar dos meses inactivas. 3 líneas (8, 11 y la Línea Yangluo) permanecieron fuera de servicio.
El 8 de abril de 2020, la fase 1 de la octava línea de metro reanudó operaciones. Sin embargo, tanto la fase 3 de la octava línea, así como las líneas 11 y Yangluo, permanecen cerradas.

### India
Varios estados indios anunciaron el cierre parcial e incrementar del transporte local y estatal a partir del 11 de marzo de 2020. El país vivió una suspensión total que incluyó todos los trenes, autobuses, aerolíneas, automóviles y rickshaw autónomos durante 14 horas el 22 de marzo de 2020. Un cierre total de transporte público a nivel nacional por tres semanas (21 días) fue anunciado desde la medianoche del 25 de marzo de 2020.

### Indonesia
Se han implementado restricciones al transporte público en Yakarta, Indonesia.
El jefe de la Agencia de Transporte del Área metropolitana de Yakarta del Ministerio de Transporte (BPTJ), Polana B. Pramesti, dijo que Yakarta había empezado a poner varias restricciones de movilidad, incluidas restricciones al transporte público en marzo. "Tras la imposición de restricciones sociales a gran escala por parte del estado, se ha reportado que el número de usuarios de transporte público ha disminuido ya que la movilidad de las personas ha sido limitada", agregó.

### Filipinas
En Filipinas, el transporte público fue suspendido en Luzón como parte de las medidas de implementación de la "cuarentena comunitaria extendida". Debido a la ausencia del transporte público, los ciudadanos ha recurrido al transporte particular como el automóvil, sin embargo, el transporte público, que es un medio de transporte elemental en la ciudad, no puede ser reemplazado completamente por el transporte particular.

### Turquía
El 20 de marzo, el servicio de transporte público gratuito para personas mayores a 65 años en las ciudades de Balikesir, Konya y Malatya fueron suspendidos, esto como parte de una campaña para alentar a este tipo de personas a quedarse en sus casas. Al día siguiente, comenzaron a surgir medidas similares en Ankara, Antalya y Esmirna.
El 24 de marzo de 2020, se anunció que los vehículos de transporte público que trabajan en las ciudades podrían satisfacer solamente el 50% de su capacidad total de pasajeros.

## Europa

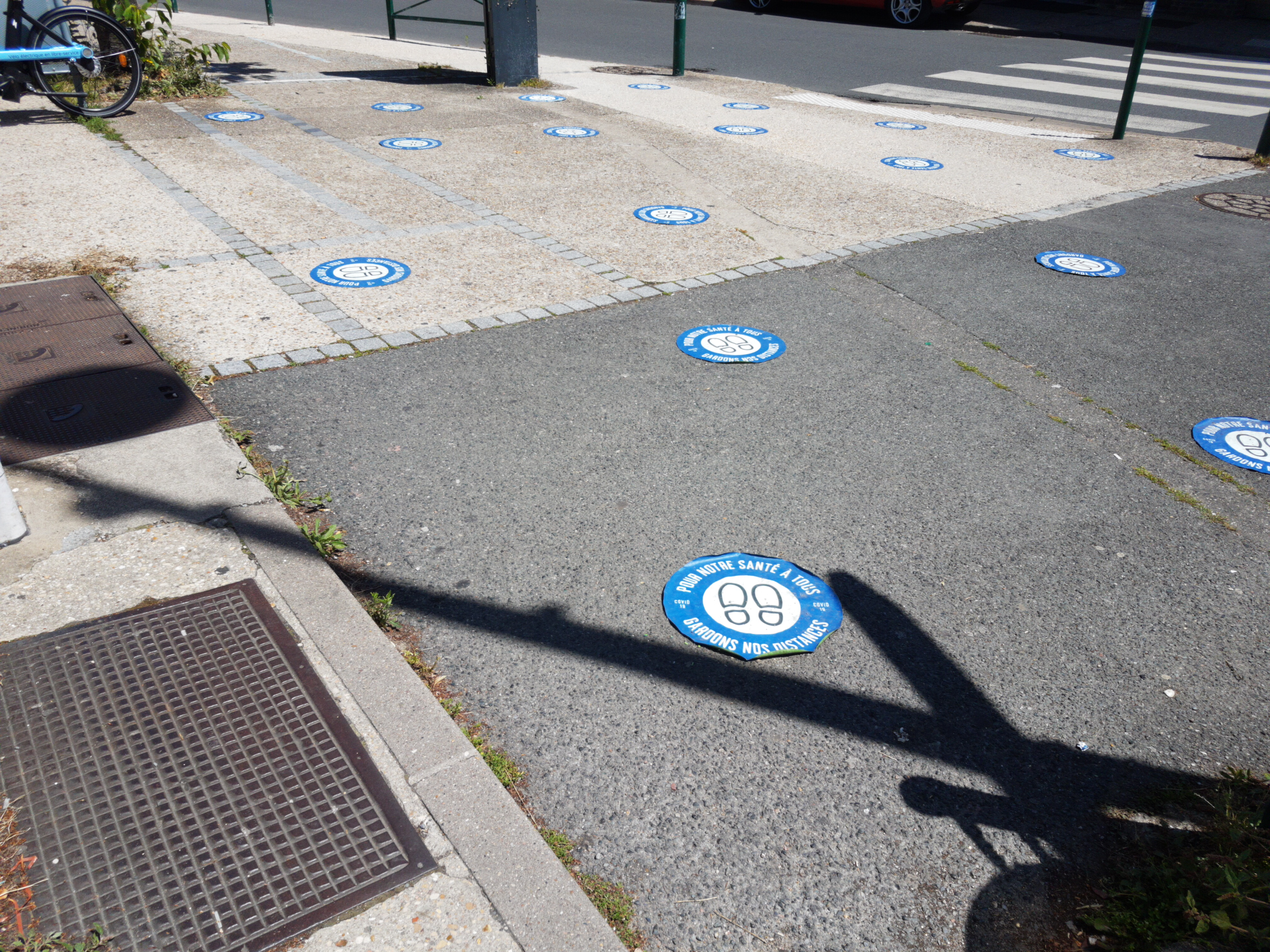
Pegatinas de distanciamiento social en la Estación de Orsay-Ville.

### Francia
Según los datos publicados por Transit, Francia experimentó una reducción significativa en el uso del transporte público. Entre lo más destacable, se incluye una disminución del 92% en Lyon y otra del 85% en Niza con respecto al uso del transporte público.
Francia hará que las mascarillas sean obligatorias en el transporte público cuando comience a suavizar las medidas por la cuarentena por coronavirus el 11 de mayo, dijo el primer ministro Edouard Philippe.

### Irlanda
En abril de 2020, el aeropuerto de Dublín solo realizaba vuelos de repatriación o a aquellos con suministros vitales (una reducción de más del 95% respecto a la misma semana de 2019). El aeropuerto de Cork se redujo a tres vuelos diarios de ida y vuelta, los cuales iban y venían de Londres, el primero de los cuales salía a las 4:00 p. m. y el último regresaba a las 7:30 p. m.; El aeropuerto de Irlanda Oeste no tenía vuelos comerciales y ambos vuelos diarios hacia y desde el aeropuerto de Kerry iban a Dublín.
El 27 de marzo, la Autoridad Nacional de Transporte anunció que los operadores de servicios de transporte público pasarían a un nuevo horario de servicios por etapas a partir del 30 de marzo. Los horarios nuevos para Iarnród Éireann entraron en vigor el 30 de marzo, mientras que los de Dublin Bus, Go-Ahead Ireland y Bus Éireann entraron en vigor el 1 de abril. Según los horarios nuevos, los servicios funcionaron aproximadamente al 80% de los niveles actuales. Muchos horarios de transporte público volvieron a la normalidad el 29 de junio, pero los requisitos de distanciamiento social significaron que la capacidad total de pasajeros permaneciera restringida.
El 10 de julio, el ministro de Sanidad, Stephen Donnelly, firmó un reglamento para hacer obligatorio el uso de mascarilla en el transporte público, que entró en vigor el 13 de julio. Aquellos que se negaban a cumplir con las regulaciones podían enfrentar multas de hasta 2.500 euros y una posible pena de prisión de seis meses. Las cifras de la Autoridad Nacional de Transporte mostraron niveles de cumplimiento de entre el 70% y el 95% en autobuses, trenes y tranvías. Bus Éireann informó una tasa de cumplimiento del 95% en sus servicios, Iarnród Éireann dijo que era del 90%, Dublin Bus informó una tasa de alrededor del 80% y Luas dijo que estaba entre el 75% y el 80%. El 21 de julio, el Departamento de Salud anunció que se aceptaría protección facial como alternativa a las mascarillas en el transporte público.

### Alemania

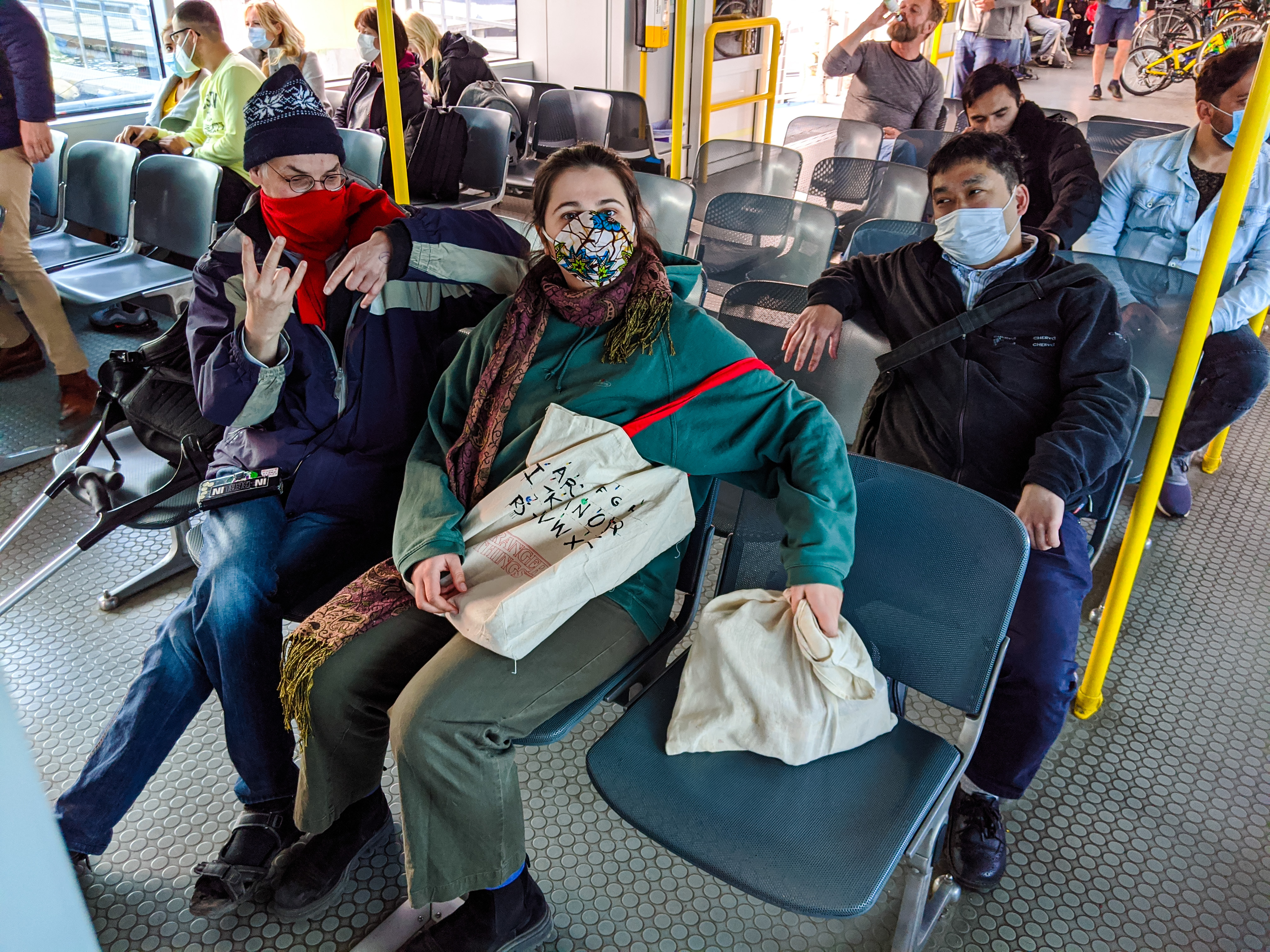
Pasajeros con mascarillas en el ferry que atraviesa el Río Havel en Berlín.

En Alemania, donde ya se han levantado las medidas de la cuarentena, es obligatorio usar mascarilla en el transporte público.

### Reino Unido
Los servicios de autobús, avión y tren fueron limitados en el Reino Unido. El uso del transporte público ha disminuido cerca del 90% en Londres desde que se implementó la cuarentena por coronavirus . El alcalde de Londres, Sadiq Khan, anunció el regreso total de todos los viajes en autobús desde el lunes 20 de abril y les dijo a los ciudadanos que entraran a los buses solo por las puertas intermedias en un intento por proteger a los conductores de autobuses, después de que 20 de ellos murieron por la enfermedad .

## Norteamérica

### Canadá

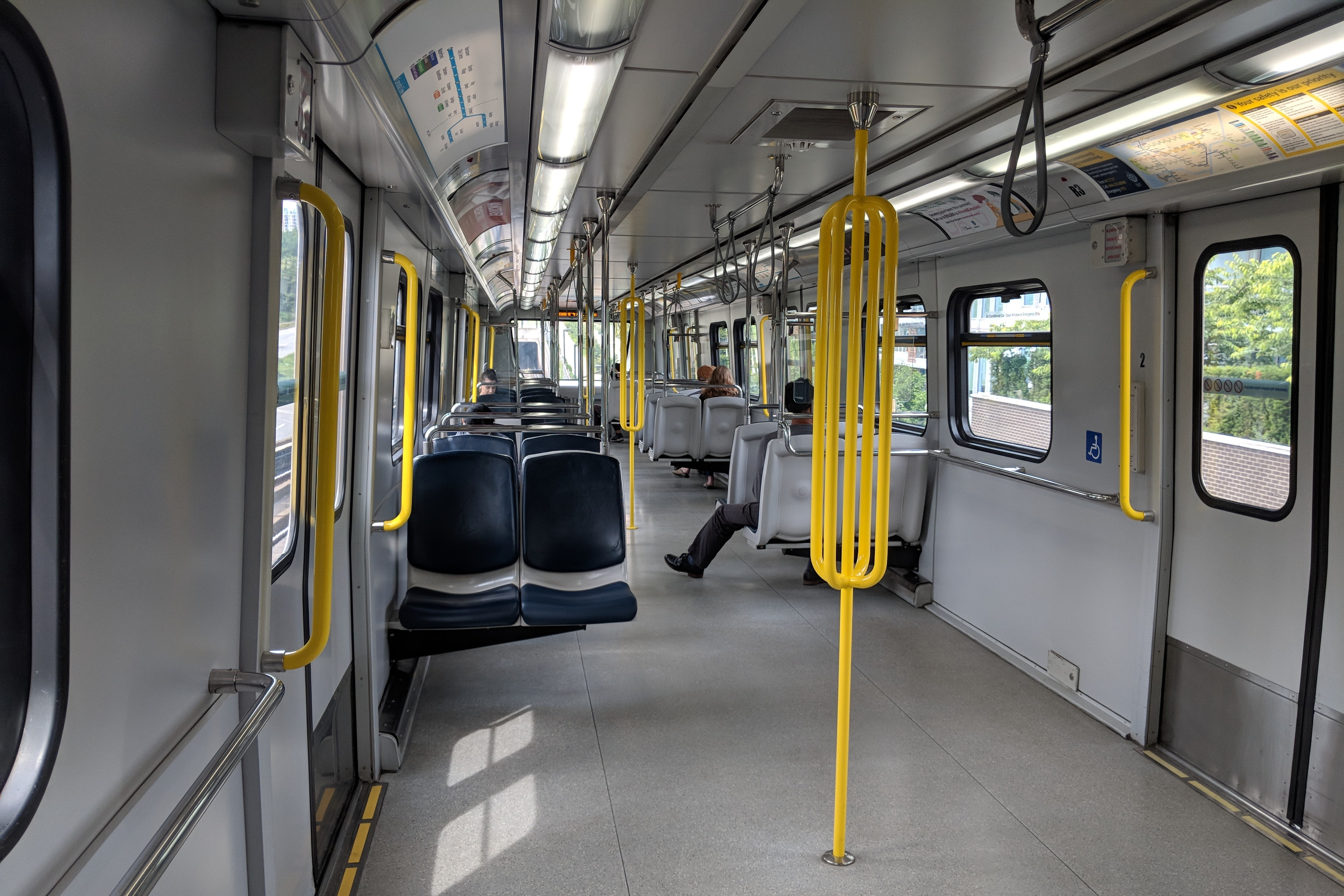
Un SkyTrain casi vacío en Vancouver

Según los datos publicados por Transit, el uso del transporte público en Canadá cayó a un promedio de 83% a finales de marzo en comparación con años anteriores. El 17 de marzo, el Servicio de transporte de Edmonton comenzó a usar los horarios que tenían los sábados para todas sus rutas los 7 días de la semana. El 1 de abril, el transporte en Calgary también limitó su servicio. En Saskatoon, la cantidad de pasajeros disminuyó en más del 80 por ciento para el 30 de marzo
La cantidad de pasajeros en las dos agencias de tránsito más grandes del área metropolitana de Toronto, concretamente el Comité de Tránsito de Toronto (TTC) y el GO Transit, había caído de 80% a 90% para el 13 de abril, y ambos tenían servicio limitado y/o rutas suspendidas. El TTC y el GO Transit han suspendido la capacidad de que los clientes paguen sus tarifas en efectivo (o tokens en el caso del TTC) en sus autobuses de transporte público hasta nuevo aviso. El 14 de abril, TransLink dijo que estaban perdiendo C $ 75 millones por mes y que necesitaban fondos de emergencia o se verían obligados a cortar grandes cantidades de servicios locales En Montreal, el Metro reportó una caída del 80% en la cantidad de pasajeros para el 26 de marzo. En el suburbio norteño de Laval, el STL había suspendido el 45% del servicio local de autobuses.

### Estados Unidos

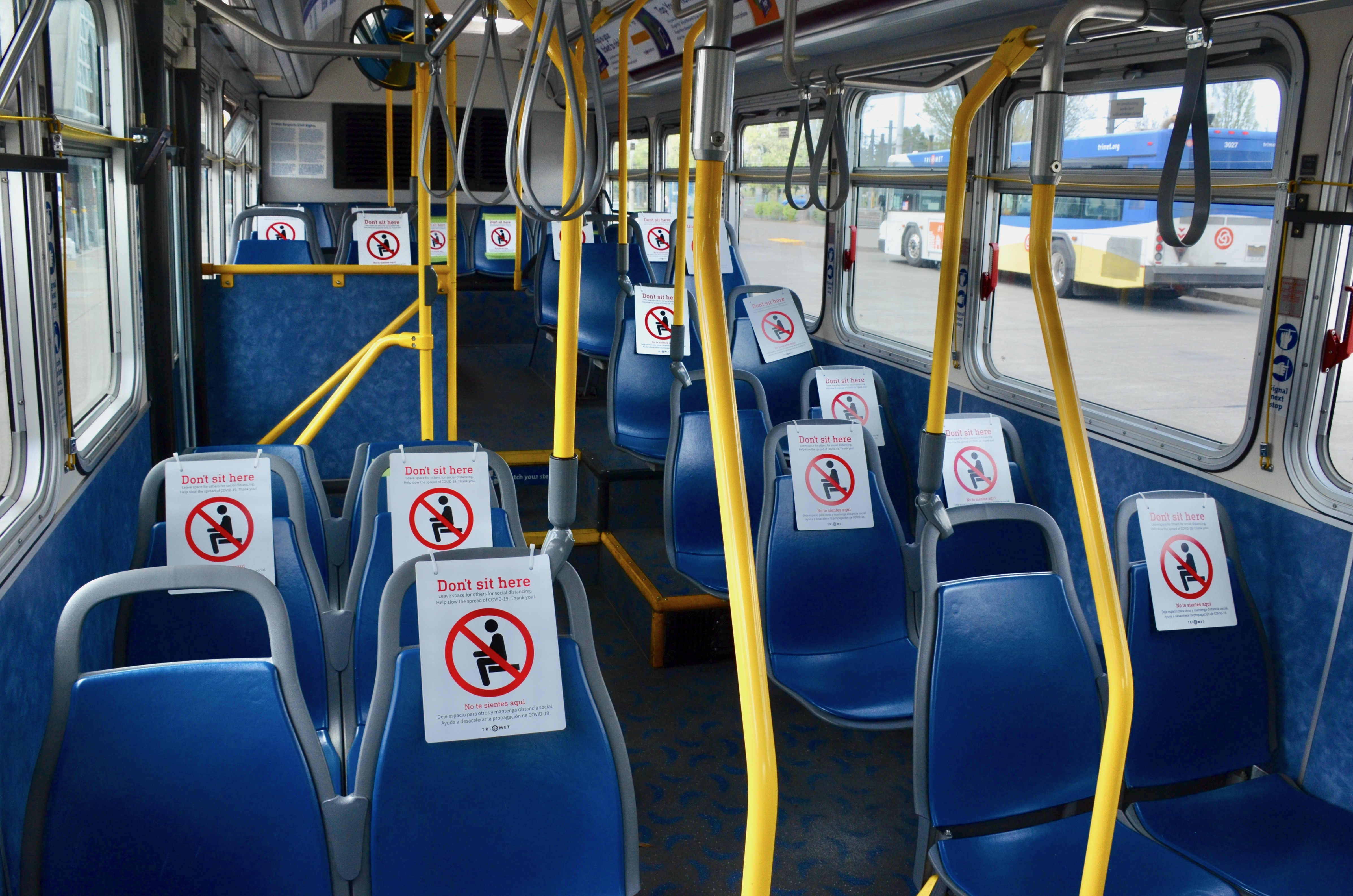
Interior de un autobús TriMet en Portland, Oregon, con la mayoría de los asientos marcados con carteles de "No se siente aquí" para imponer el distanciamiento físico entre los pasajeros

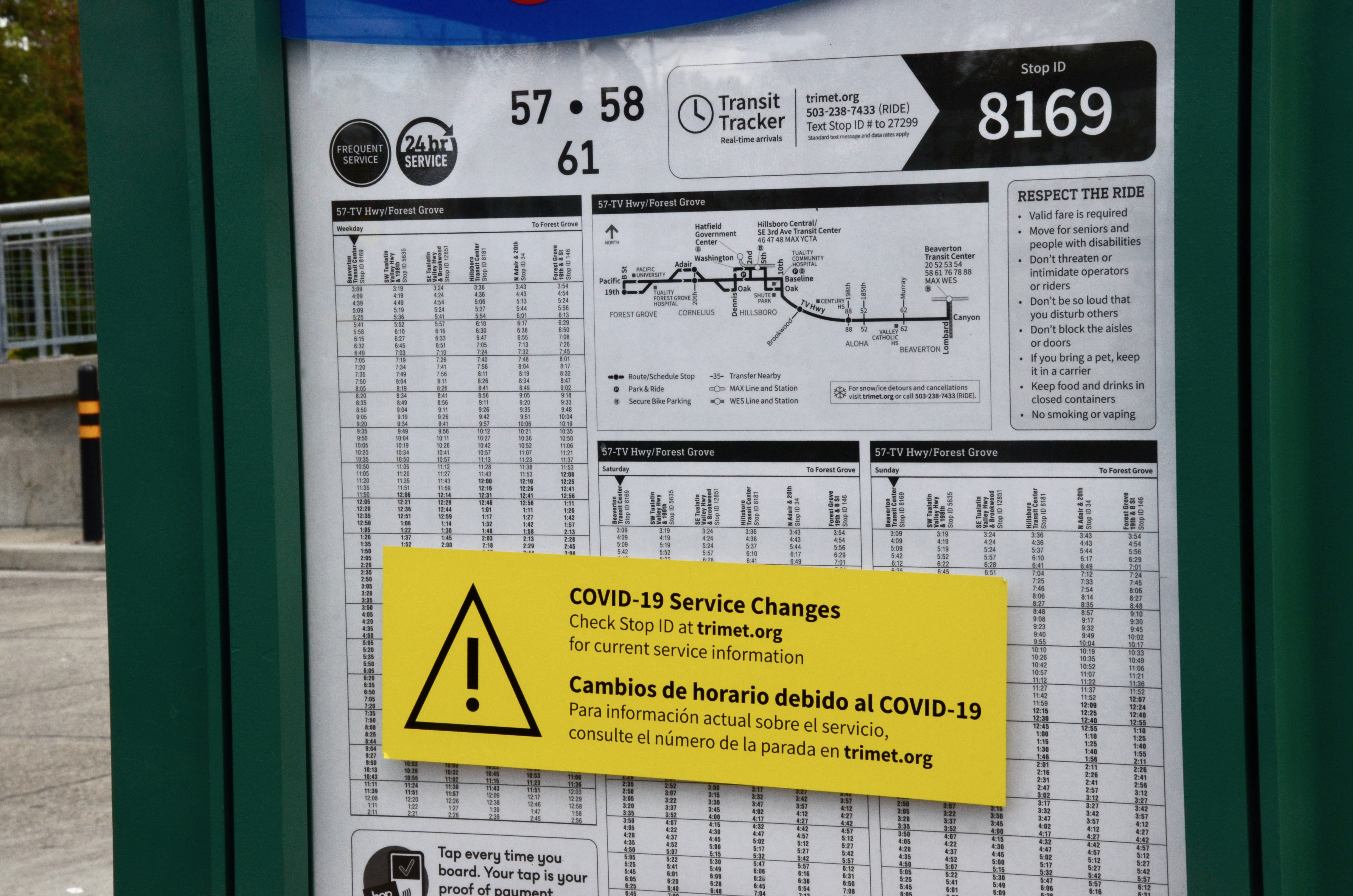
Exhibición de horarios en una parada de autobús con adhesivo alertando a los pasajeros sobre las reducciones temporales de servicio para COVID-19

Según la tecnología del gobierno, "las fuertes caídas en el número de pasajeros durante la crisis han llevado a los sistemas de transporte público en todo Estados Unidos a una profunda angustia financiera". Kim Hart, de Axios, escribió: "Los sistemas de transporte público en todo el país están experimentando una trifecta dolorosa: el transporte se ha derrumbado, las corrientes de financiación se reducen y el transporte público no se recuperará de la pandemia casi tan rápido como otros modos de transporte".
En Detroit, los servicios de autobuses DDOT fueron cancelados después de que los conductores se negaron a trabajar.
The Verge informó una disminución del 18,65% en el número de pasajeros en el sistema de metro de la ciudad de Nueva York para el 11 de marzo en comparación con el año anterior. La cantidad de pasajeros en el autobús de la ciudad de Nueva York disminuyó un 15%, la cantidad de pasajeros en Long Island Rail Road disminuyó un 31% y la cantidad de pasajeros en el ferrocarril Metro-North disminuyó un 48%. Sound Transit, operando en el área metropolitana de Seattle, vio un 25 disminución del porcentaje de pasajeros en febrero en comparación con enero, y la cantidad de pasajeros en ferry de la ciudad experimentó una disminución del 15% el 9 de marzo en comparación con la semana anterior.  Estas caídas se hicieron mucho más pronunciadas a fines de marzo y abril, a medida que comenzaron a implementarse los cierres generalizados de escuelas y negocios y las órdenes de "refugio en el lugar". USA Today informó a mediados de abril que la demanda de servicios de tránsito disminuyó en un promedio de 75% a nivel nacional, con cifras del 85% en San Francisco y del 60% en Filadelfia. La cantidad de pasajeros en el metro de Washington disminuyó 95%  a fines de abril.
El 7 de abril, SEPTA ordenó que los usuarios de tránsito de Filadelfia usen máscaras faciales a partir del 9 de abril. El 13 de abril, la agencia dijo que la regla no se aplicaría. El 8 de junio, SEPTA nuevamente ordenó que los pasajeros usen mascarillas.
Para evitar la propagación del virus a bordo de autobuses y vehículos ferroviarios, algunas agencias de tránsito han implementado límites temporales en la cantidad de pasajeros permitidos en un vehículo y otros han comenzado a exigir que los pasajeros usen máscaras faciales. Para reducir el contacto entre conductores y pasajeros, varias agencias han implementado el abordaje solo en la puerta trasera y suspendieron temporalmente el cobro de tarifas,  ejemplos que incluyen Seattle, autobuses de la ciudad de Nueva York, y Denver

#### California
En California, los funcionarios de Carson le pidieron al sistema de tránsito Metro que cesara los servicios de autobuses en el condado de Los Ángeles.
El Sistema de Tránsito Metropolitano de San Diego (MTS) ha reducido los servicios de autobuses y tranvías después de la disminución de pasajeros. Una votación sobre la propuesta de MTS para expandir el transporte público en San Diego puede no ser posible en 2020.
La mayoría de los servicios se cerraron en San Francisco.

#### Nueva York

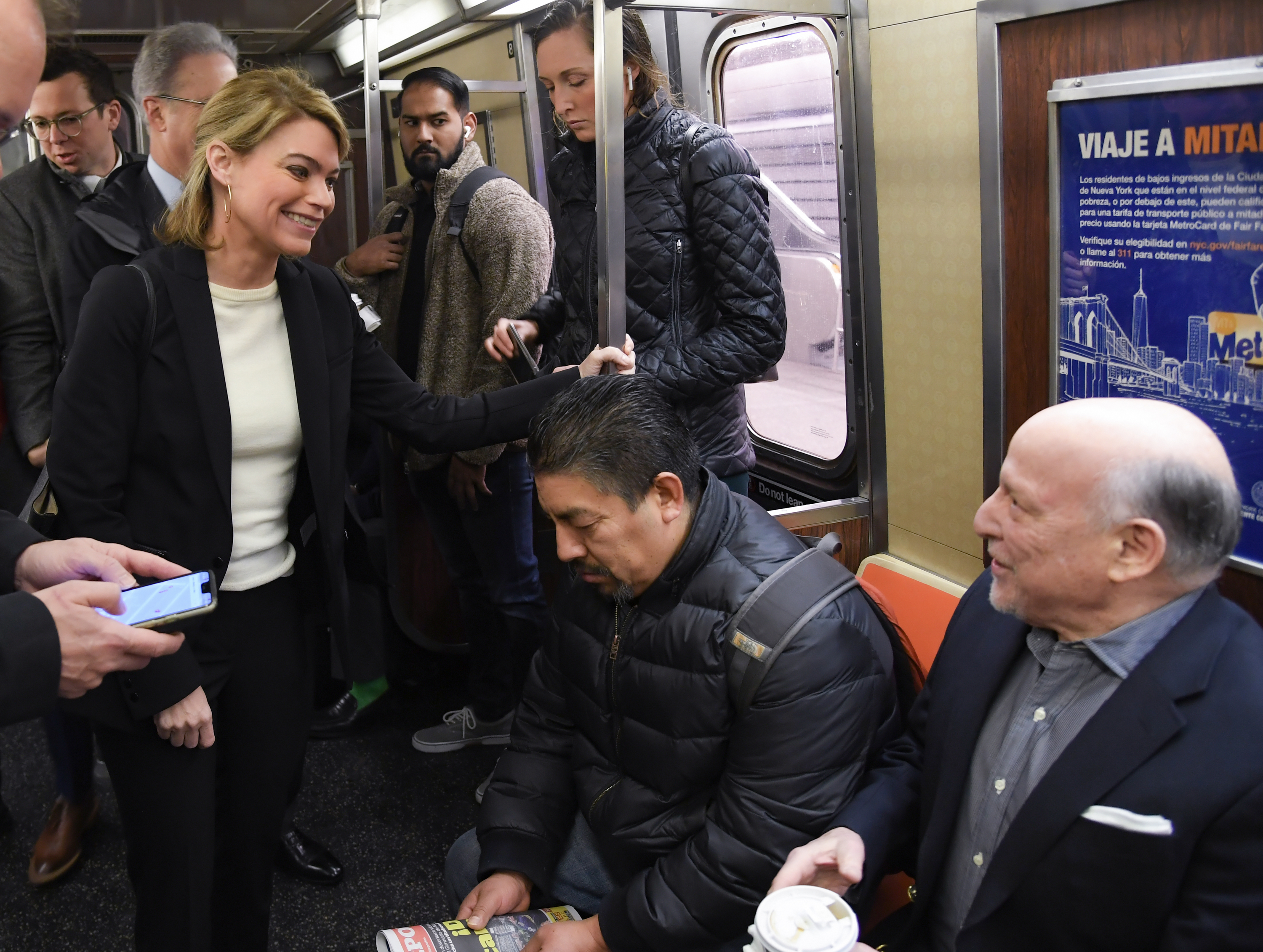
La presidenta interina de tránsito de la ciudad de Nueva York, Sarah Feinberg, viaja en metro, 9 de marzo

A partir del 25 de marzo, el servicio en autobuses y metro se redujo debido a la disminución de la cantidad de pasajeros durante la primera ola de la pandemia COVID-19 en la ciudad de Nueva York . En abril de 2020, cuatro miembros del Consejo de la Ciudad solicitaron que el servicio de metro se suspendiera temporalmente debido a la propagación de COVID-19 en el sistema de metro. A fines de marzo, la presidenta interina de la NYCTA, Sarah Feinberg, declaró que un cierre "me parece equivocado" y que "no estaba sobre la mesa". Feinberg también habló a favor del pago de riesgos para los trabajadores de primera línea.  Al mes siguiente, Feinberg llamó a la MTA "la agencia de tránsito más agresiva del país en actuar de manera rápida y decisiva para proteger a nuestra fuerza laboral". A partir de mayo de 2020, las estaciones se cerraron durante la noche para la limpieza; los cierres nocturnos serían una medida temporal que se suspendería una vez que la pandemia hubiera terminado.
Para el 22 de abril de 2020, el COVID-19 había matado a 83 empleados de la agencia; la agencia anunció que sus familias serían elegibles para recibir $500,000 en beneficios por muerte. Para el 1 de mayo, 98 trabajadores de tránsito habían muerto.

#### Oregón
La línea principal de Oregón, TriMet comenzó a requerir revestimientos faciales tanto para los pasajeros como para los operadores. Oregon ha ido tan lejos como para permitir que la gente ordene coberturas faciales. La gobernadora de Oregón, Kate Brown, emitió una orden ejecutiva 20-12, que dictaminó sobre el transporte público y los requisitos para un viaje seguro en Oregón. Con estos requisitos, se requiere que TriMet limpie los vehículos cada cuatro horas, y se recomienda desinfectar las superficies de alto contacto, proporcionar coberturas faciales y desinfectante, si es posible. Hay muchas excepciones a la regla que incluyen personas con discapacidades y otros problemas de salud, y aquellos preocupados por el perfil debido al uso de una máscara. Otro transporte público en Oregon, como Amtrak, también ha reducido los servicios.  

## Oceanía

### Australia

#### Nueva Gales del Sur
Para observar el distanciamiento físico y limitar la propagación del COVID-19, se han colocado puntos verdes en toda la red de transporte público para guiar a los viajeros sobre dónde pararse y sentarse. Transport for NSW ha recomendado que los viajeros usen mascarilla cuando utilicen el transporte público. 
El 7 de julio, NSW TrainLink suspendió temporalmente los servicios dentro y fuera de Victoria debido a las restricciones fronterizas implementadas por Nueva Gales del Sur. 

#### Victoria
El gobierno de Victoria ha hecho obligatorio el uso de mascarillas cuando se utiliza el transporte públi

## Propagación del COVID-19
El uso del transporte público durante la pandemia de COVID-19 ha sido relacionada en la propagación de la enfermedad; "Investigadores encontraron que un pasajero del autobús podría infectar a otros viajeros sentados a 4.5 m de distancia".
Un estudio publicado en la revista académica Practical Preventive Medicine encontró que "En un ambiente cerrado con aire acondicionado, la distancia de propagación del nuevo coronavirus puede exceder la distancia sana globalmente reconocida".
Durante un tiempo, el tranvía de Milán siguió funcionando a pesar de que la pandemia de coronavirus estaba ocurriendo. A medida que el virus se transmite de persona a persona, "una de las formas más comunes (de su propagación) es a través del (uso del) transporte público y semiprivado".
En Israel, un conductor que era portador de coronavirus fue detenido "en un autobús camino a Jerusalén, bajo sospecha de propagar la enfermedad deliberadamente".

## Controles de peligros
Los Centros para el Control y la Prevención de Enfermedades de EE.UU han publicado documentos de orientación sobre medidas de prevención de COVID-19 para el transporte público. Los conductores y pasajeros deben usar mascarilla, evitar las superficies que se tocan con frecuencia y sentarse al menos a 2 m de distancia si es posible. Para proteger a los operadores de tránsito de autobuses, los pasajeros pueden entrar y salir por la puerta trasera. Las superficies que se tocan con frecuencia deben limpiarse de forma rutinaria. La señalización y otras señales visuales, como calcomanías y cintas, pueden alertar a los pasajeros sobre las precauciones COVID-19 y las designaciones de asientos adecuadas. Se recomienda a los viajeros que lleven consigo un desinfectante para manos y toallitas desinfectantes. Es mejor viajar durante la hora valle, cuando es más fácil estar físicamente distanciado de otros pasajeros.